# Resumen ejecutivo
Un resumen ejecutivo es una sección de un documento de planificación o proyecto en la que se resume el contenido de este. Incluye la información más relevante para ser consultado el contenido sin necesidad de leer el documento completo. Aparece al inicio del documento y sirve como sinopsis para situar a la persona que lo lea. Se emplea en múltiples disciplinas y sectores profesionales: empresariales, publicidad y relaciones públicas, investigación, comunicación y, en general, en la redacción de informes y proyectos de las profesiones de ámbito social y económico. Debe ser conciso en todos los casos y, dependiendo del tipo de documento al que sirve, necesita otras características a mayores: por ejemplo, en un Plan de Negocio, debería ser atractivo y llamar la intención de los posibles inversores.